# Valleiry
Valleiry è un comune francese di 3 123 abitanti situato nel dipartimento dell'Alta Savoia della regione dell'Alvernia-Rodano-Alpi.

## Storia

### Simboli
Nel primo quarto è raffigurato l'emblema della Savoia; nel secondo le chiavi decussate ricordano il capitolo della cattedrale di San Pietro di Ginevra che deteneva diritti di signoria; nel terzo sono presenti simboli di prosperità e benessere e nel quarto le stelle che rappresentano l'Europa.

## Società

### Evoluzione demografica
Abitanti censiti